# ウォークアバウト (通過儀礼)
ウォークアバウト (walkabout) は、オーストラリアの先住民アボリジニの間で行なわれている男性の通過儀礼で、青年期に長い旅に出て、原野での生活を一定期間経験することを指し、その期間は6か月に及ぶこともある。
ウォークアバウトには、成人前の少年として教えられた知識や技術を実際の厳しい自然環境の中で実践する機会とされる。
ウォークアバウトにおいて、青年たちは、「ソングライン」と称される先祖たちがかつてたどった道程を跡づけるように旅し、先祖たちの英雄的行為を、様式的に真似た行いをする。メリアム＝ウェブスター辞典によれば、この言葉が名詞として用いられるようになったのは、1908年で、その意味は「オーストラリアのアボリジニが行なう、短期間の森での放浪生活で、通常の仕事によって時々中断される (a short period of wandering bush life engaged in by an Australian Aborigine as an occasional interruption of regular work)」と説明されており、「精神修養の旅 (spiritual journey)」といった含意は、もっと後の時代の旅行作家たちによって用いられるようになったものだとされている。
アボリジニたちを雇用する立場にあった白人たちにとって、予告なく突然姿を消し、また、突然戻ってくるという衝動は、アボリジニの本性として受け継がれてきたものであるように思われたが、実際にアボリジニたちが姿を消す理由はもっと必然性のあるものであった。何らかの儀式などに参加し、親族を訪れなければならないアボリジニの労働者は、そうした事柄に雇用者が介入しようとすることを嫌ったし、実際に申し出を行なっても休暇の許可を得るのは容易ではなかった。